# Сергеев, Александр Терентьевич
Александр Терентьевич Сергеев (1915—1974) — старший сержант Рабоче-крестьянской Красной Армии, участник Великой Отечественной войны, Герой Советского Союза (1945).

## Биография
Александр Сергеев родился 27 июля 1915 года в селе Емельяново (ныне — Лаишевский район Татарстана). После окончания четырёх классов школы работал сначала на колхозе, затем на заводе, стройке. В 1939 году Сергеев был призван на службу в Рабоче-крестьянскую Красную Армию. С июля 1941 года — на фронтах Великой Отечественной войны.
К январю 1945 года старший сержант Александр Сергеев командовал отделением 15-го отдельного моторизованного понтонно-мостового батальона 6-й понтонно-мостовой бригады 1-го Украинского фронта. Отличился во время освобождения Польши. В январе 1945 года отделение Сергеева построило паромный мост через Одер в районе Штейнау (ныне — Сцинава), что позволило переправить на плацдарм на западном берегу важные грузы и подкрепления. Позднее построил деревянный мост на свайных опорах, по которому смогла пройти боевая техника.
Указом Президиума Верховного Совета СССР от 10 апреля 1945 года за «умелое выполнении боевых задач командования, мужество и героизм, проявленные при форсировании реки Одер», старший сержант Александр Сергеев был удостоен высокого звания Героя Советского Союза с вручением ордена Ленина и медали «Золотая Звезда» за номером 6066.
После окончания войны Сергеев был демобилизован. Проживал и работал в Казани. Умер 3 ноября 1974 года в Казани. Похоронен на Архангельском кладбище.
Был также награждён орденами Октябрьской Революции, Отечественной войны 2-й степени и Красной Звезды, рядом медалей.